# St. Ulrich (Holzhausen, Schweitenkirchen)

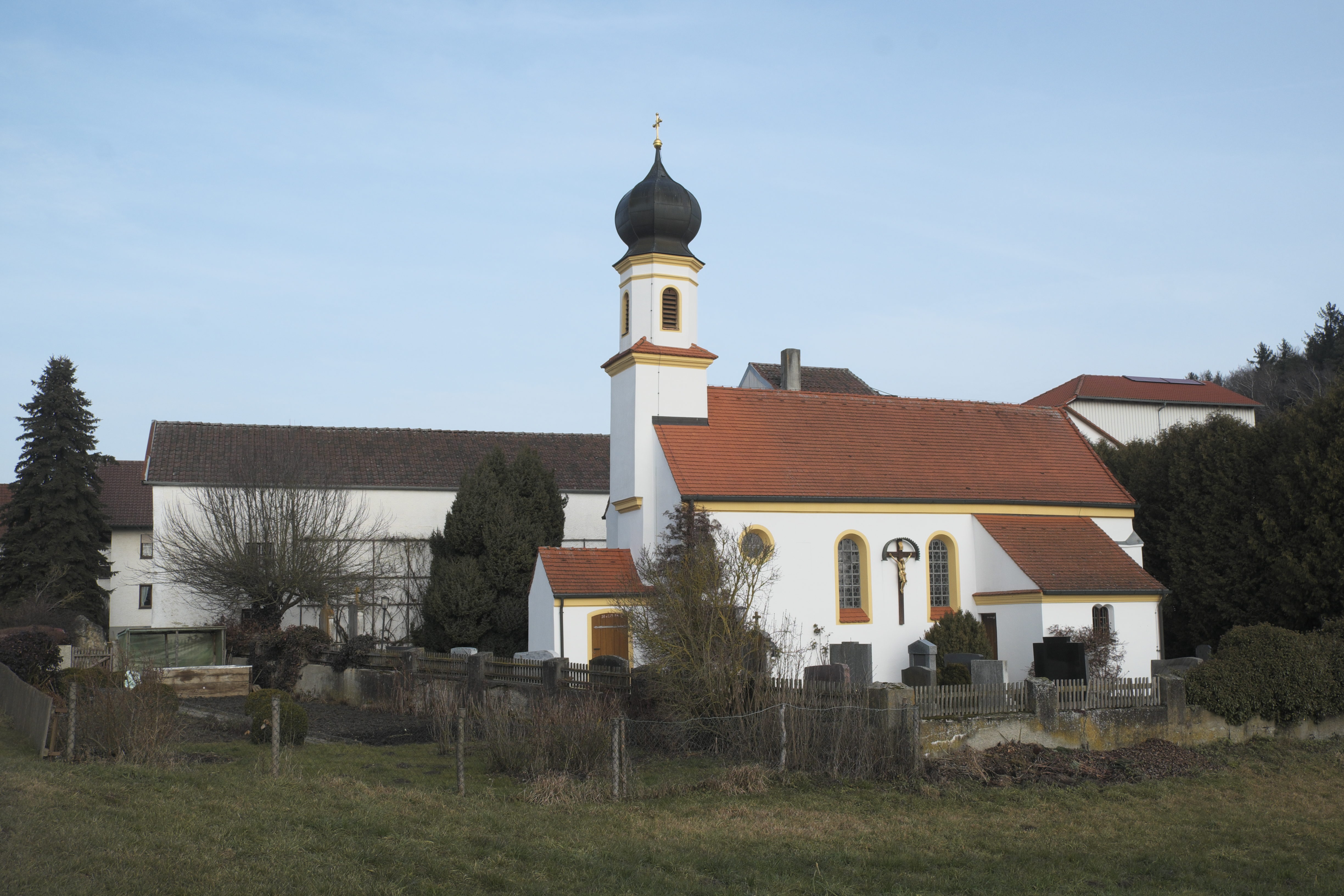
Filialkirche St. Ulrich

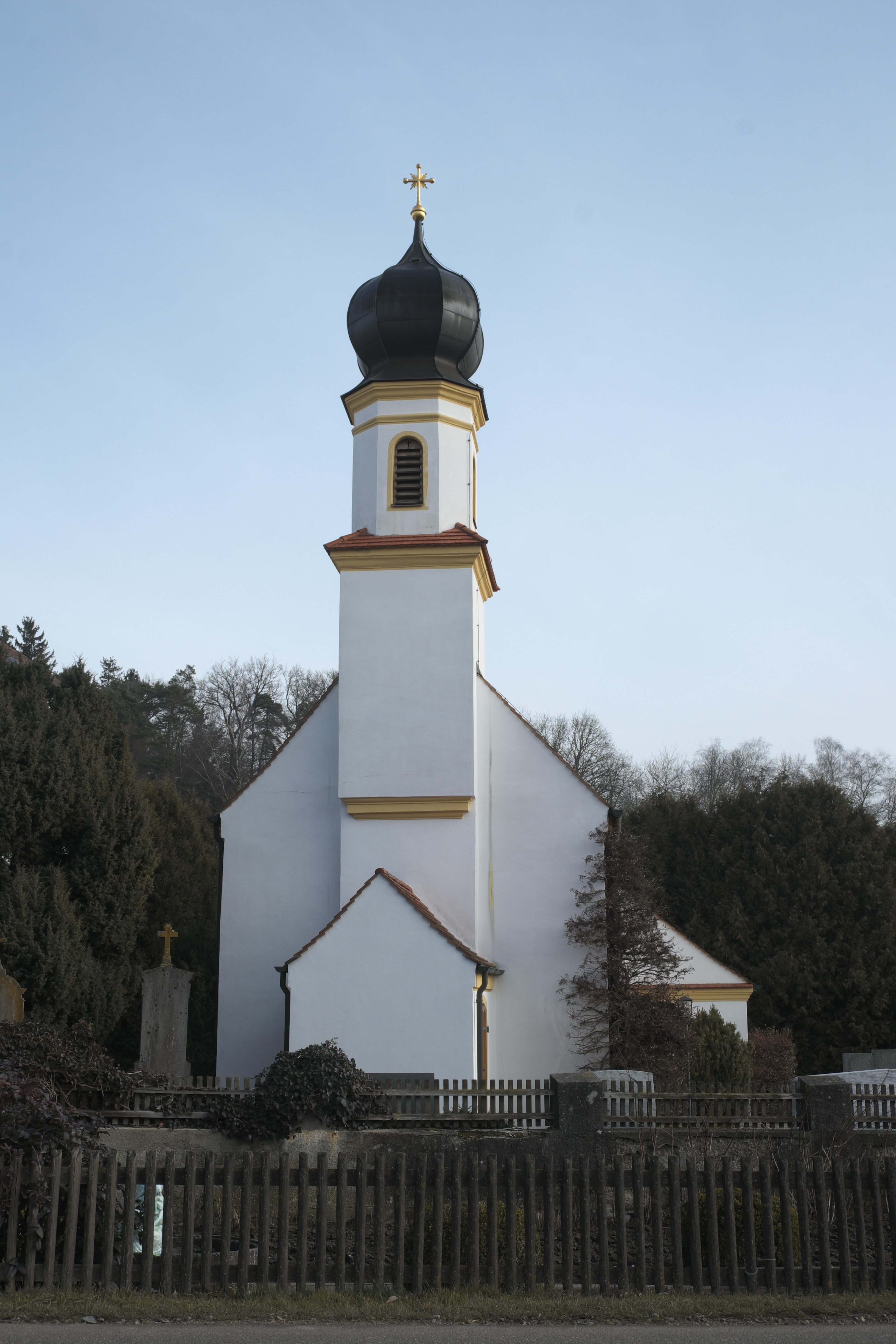
Westfassade und Glockenturm

Die römisch-katholische Filialkirche St. Ulrich in Holzhausen, einem Ortsteil von Schweitenkirchen im oberbayerischen Landkreis Pfaffenhofen an der Ilm, besitzt einen spätgotischen Chor aus dem 15. Jahrhundert und ein Langhaus aus dem 18./19. Jahrhundert. Die Kirche, die zum Pfarrverband Schweitenkirchen in der Erzdiözese München und Freising gehört, ist zu Ehren des heiligen Ulrich geweiht, der als einer der drei Patrone des Bistums Augsburg verehrt wird. In der Kirche sind wertvolle Ausstattungsstücke erhalten. Das Gebäude steht auf der Liste der geschützten Baudenkmäler in Bayern.

## Architektur

### Außenbau
Die Kirche ist ein verputzter, mit einem Satteldach gedeckter Saalbau. An der Westseite des Langhauses erhebt sich der durch Gesimse gegliederte Glockenturm, der leicht aus der Fassade hervorsteht. Der Turm stammt wie der Chor noch aus spätgotischer Zeit. Der oktogonale Aufbau ist auf allen vier Seiten von rundbogigen Klangarkaden durchbrochen und wird von einer Zwiebelhaube bekrönt. An den Turm schließt sich ein mit einem Satteldach gedecktes Vorzeichen an, im südlichen Chorwinkel ist die Sakristei angebaut, die ein Pultdach besitzt. Der nicht eingezogene Chor weist spitz zulaufende Eckvorlagen auf.

### Innenraum
Das einschiffige Langhaus öffnet sich durch einen weiten Spitzbogen zum polygonal geschlossenen Chor, der mit einem Kreuzrippengewölbe gedeckt ist. Die Gewölberippen, die auf skulptierten Konsolen aufliegen, sind aus Birnstäben gebildet. Auf den Schlusssteinen sind flache Reliefdarstellungen einer Mitra und einer Rosette zu erkennen.

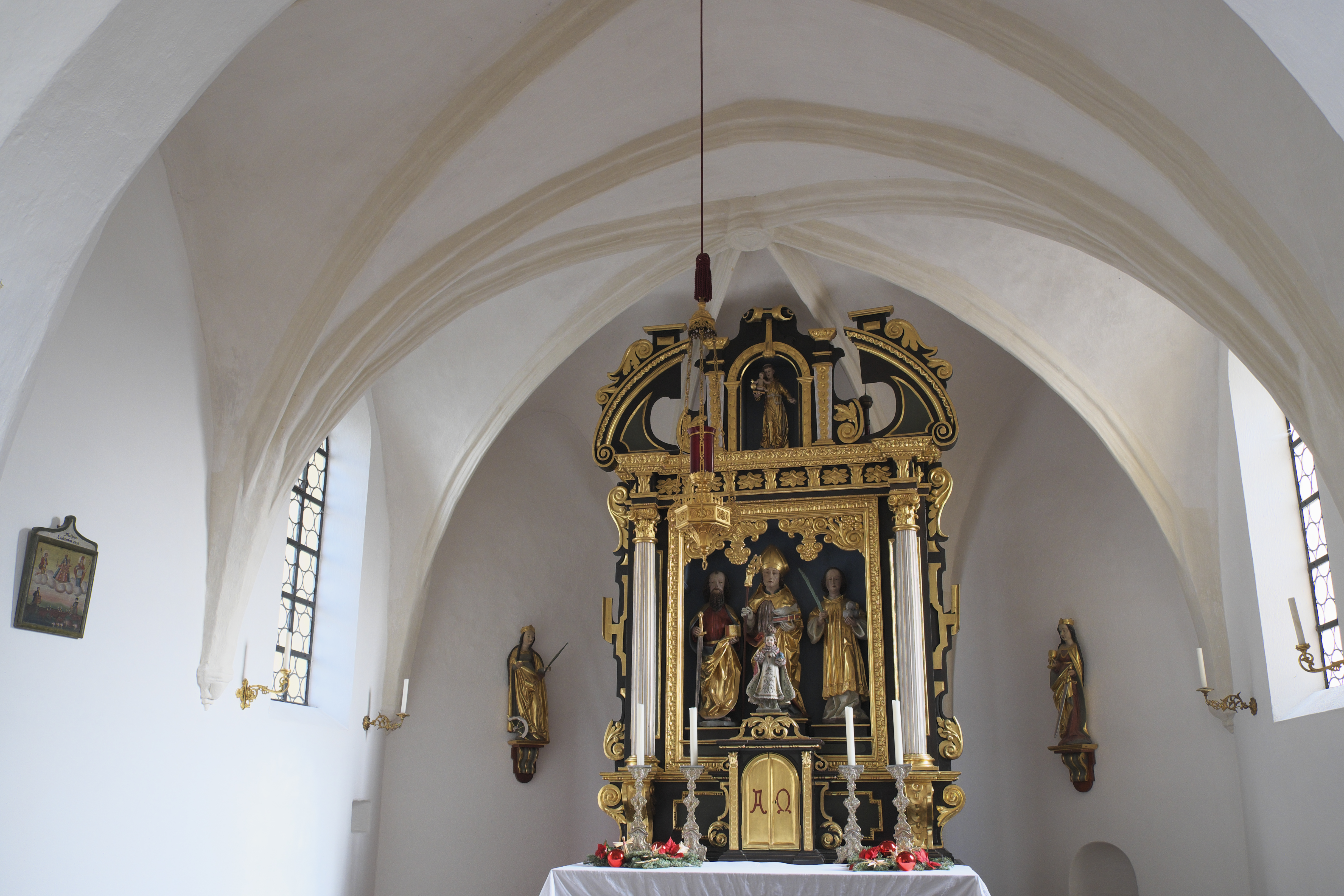
Chor
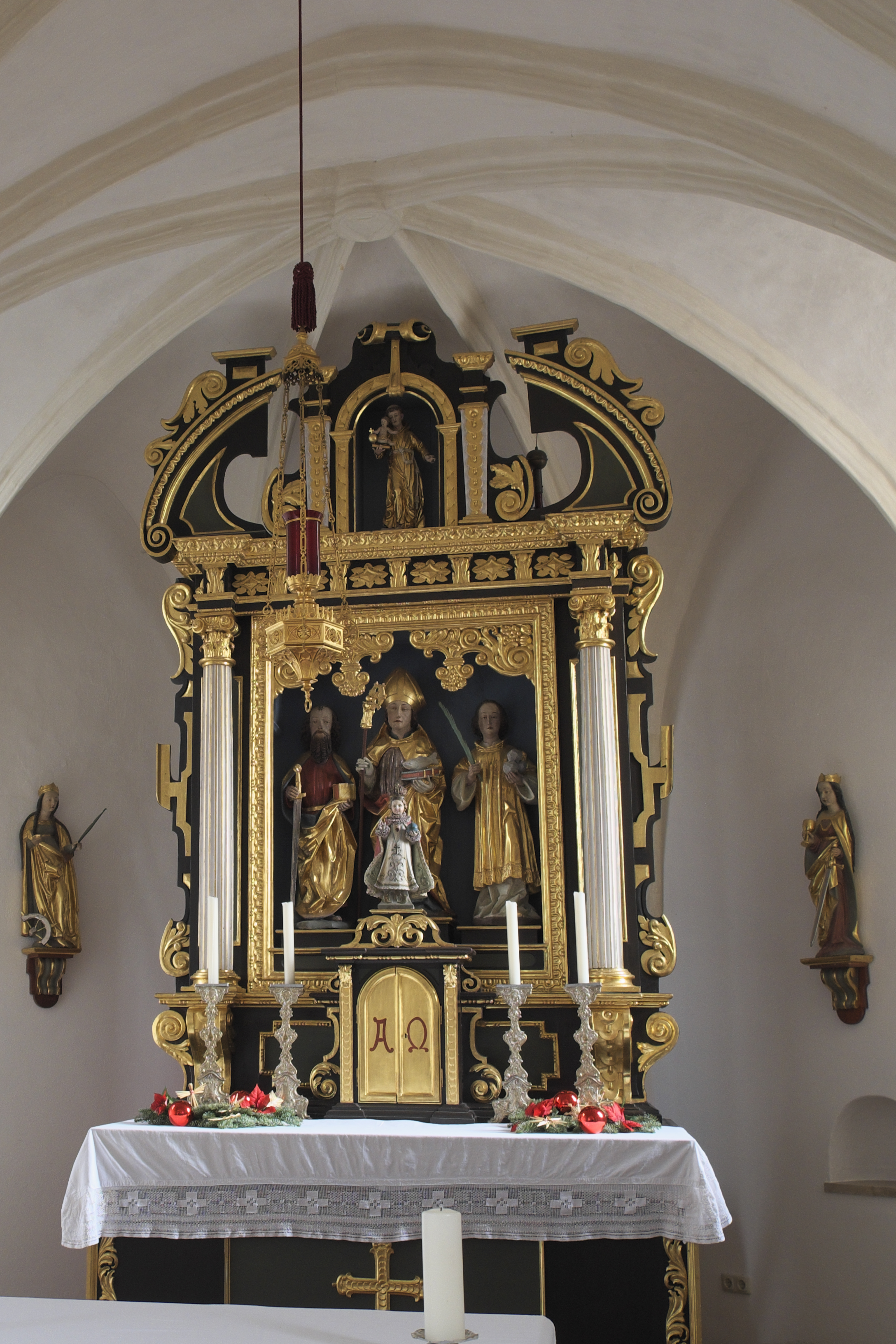
Chor mit Hochaltar
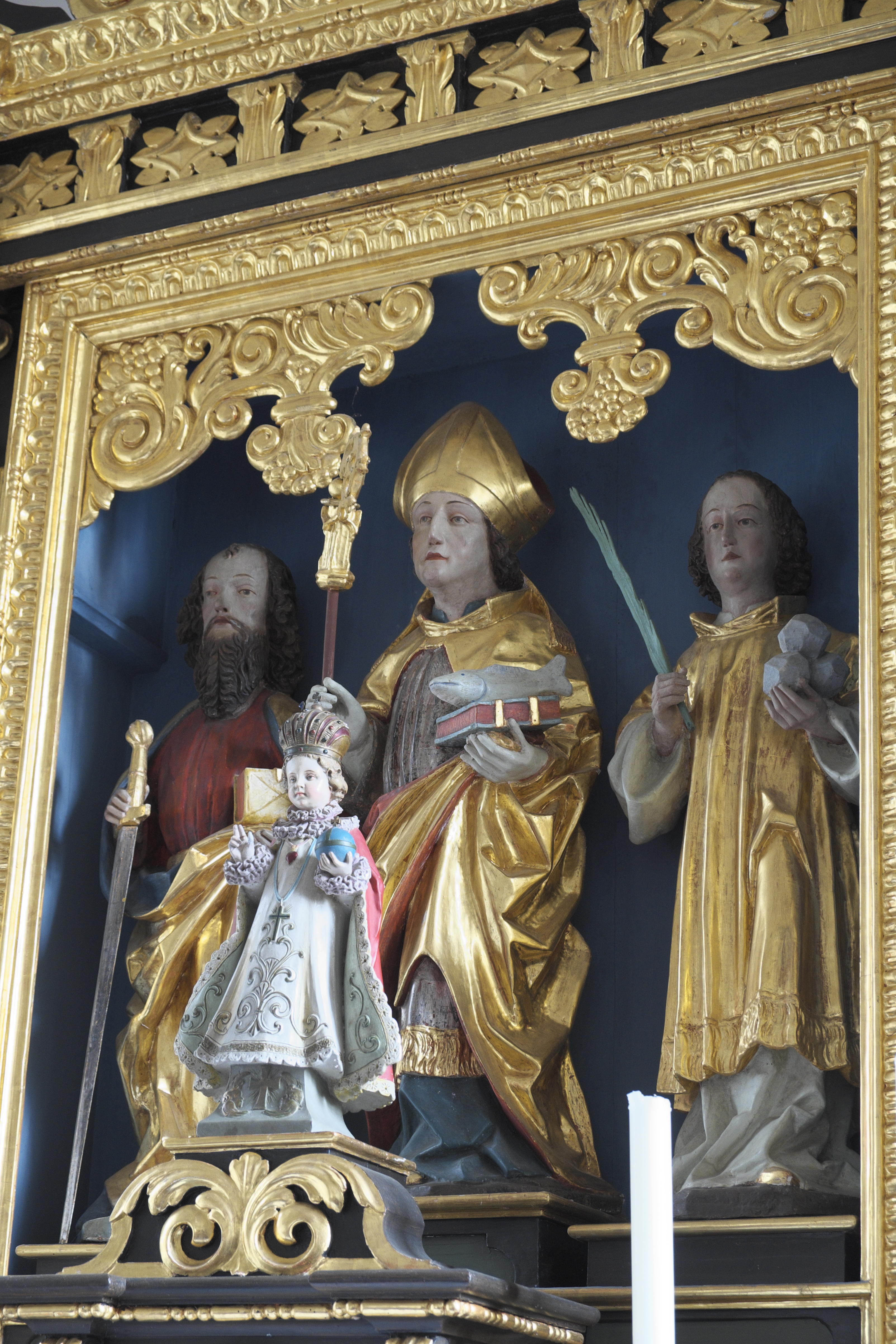
Hochaltar

## Ausstattung
- Der Hochaltar stammt aus der zweiten Hälfte des 17. Jahrhunderts. Die Figuren, der heilige Ulrich (in der Mitte), der Apostel Paulus (links) und der heilige Stephanus (rechts), werden um 1500 datiert.
- Die beiden Figuren seitlich des Altars, die heilige Katharina von Alexandrien mit ihren Attributen, dem Schwert und dem Rad, und die heilige Barbara mit Schwert und Kelch, sind Arbeiten aus dem frühen 16. Jahrhundert.
- Vor dem Chorbogen hängt eine von einem Strahlenkranz umgebene, auf Wolken stehende Rosenkranzmadonna mit dem Jesuskind auf dem Arm. Sie trägt eine Krone auf dem Haupt und hält in ihrer rechten Hand ein Zepter.
- Das Kruzifix im Langhaus stammt aus gotischer Zeit.

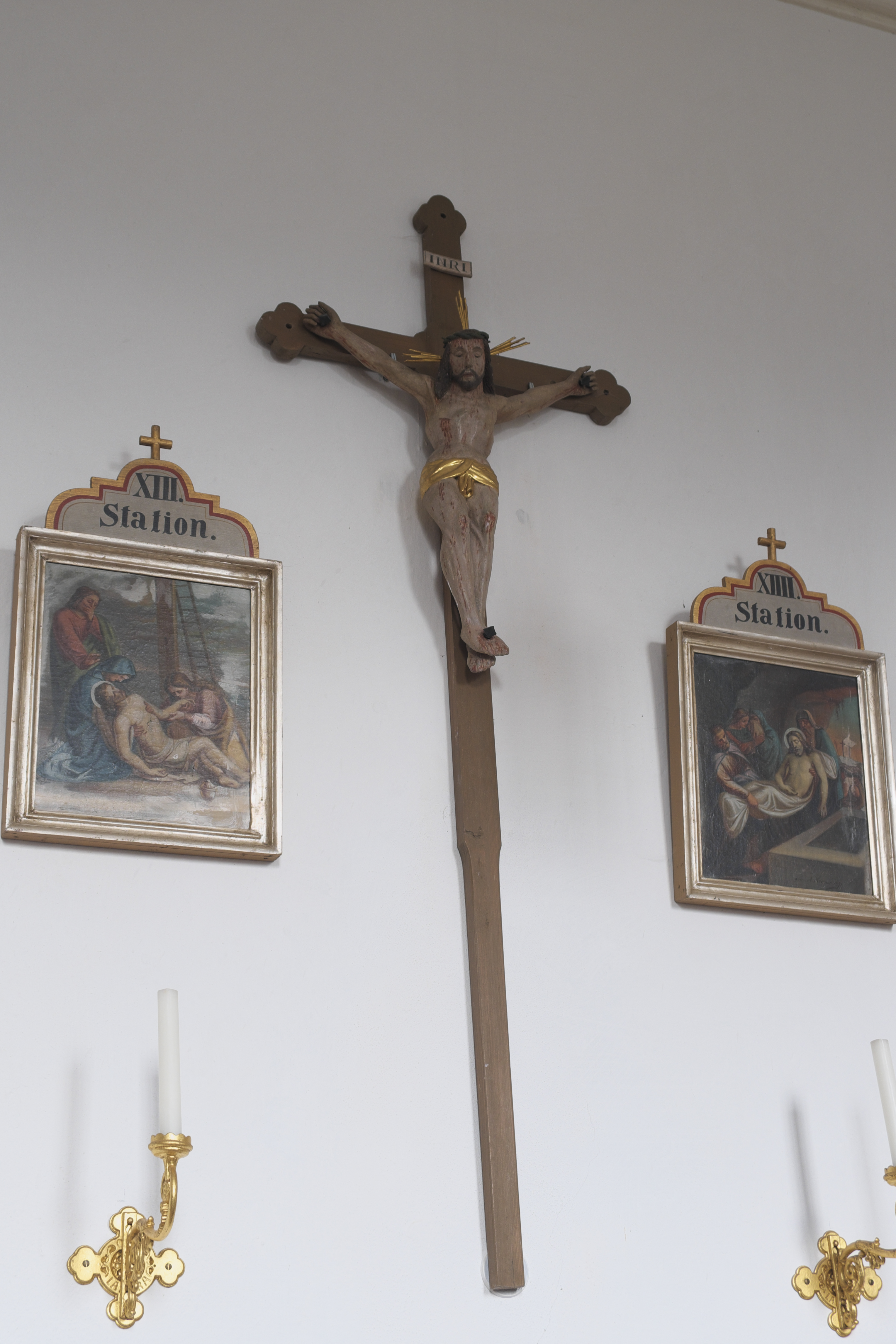
Gotisches Kruzifix
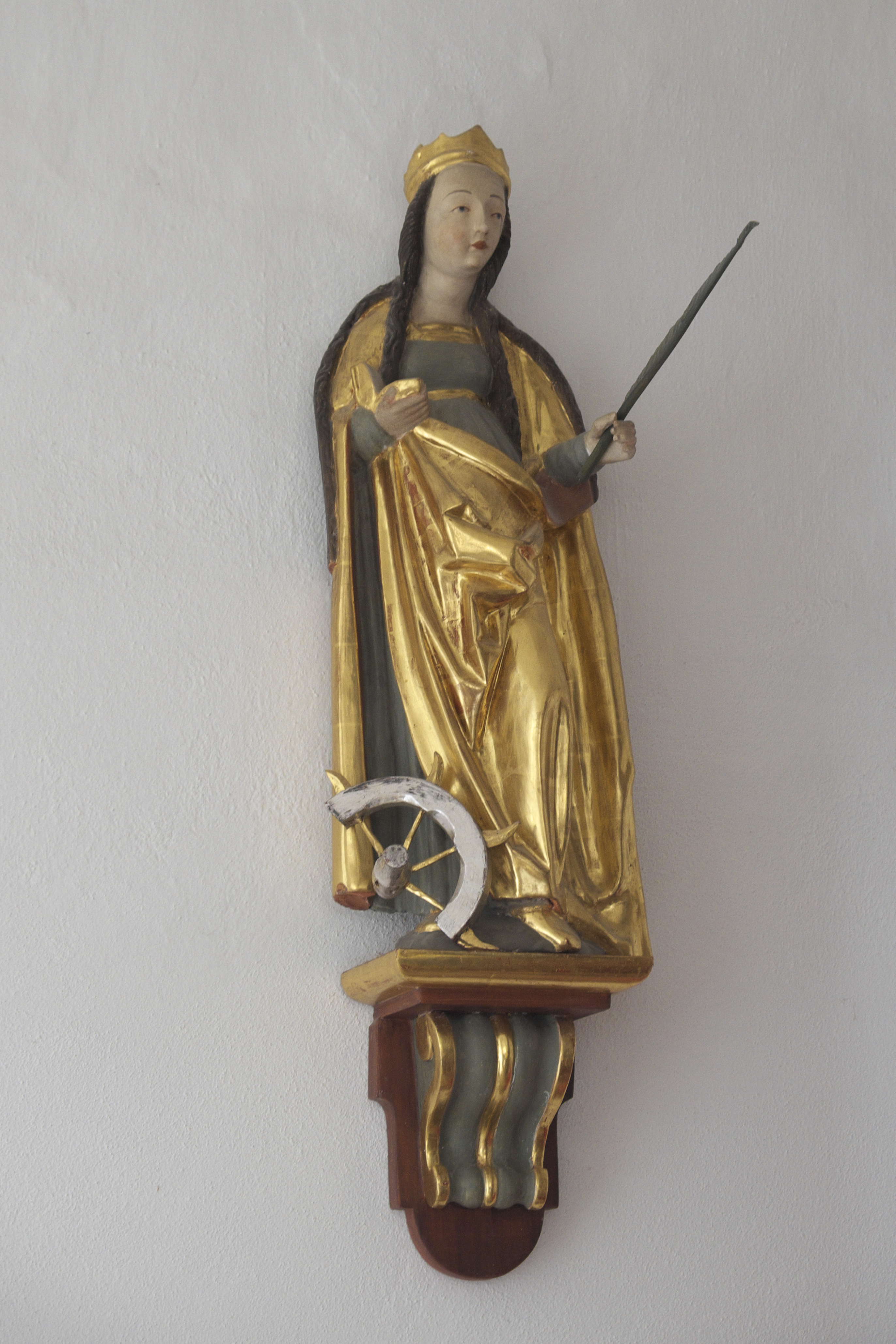
Heilige Katharina
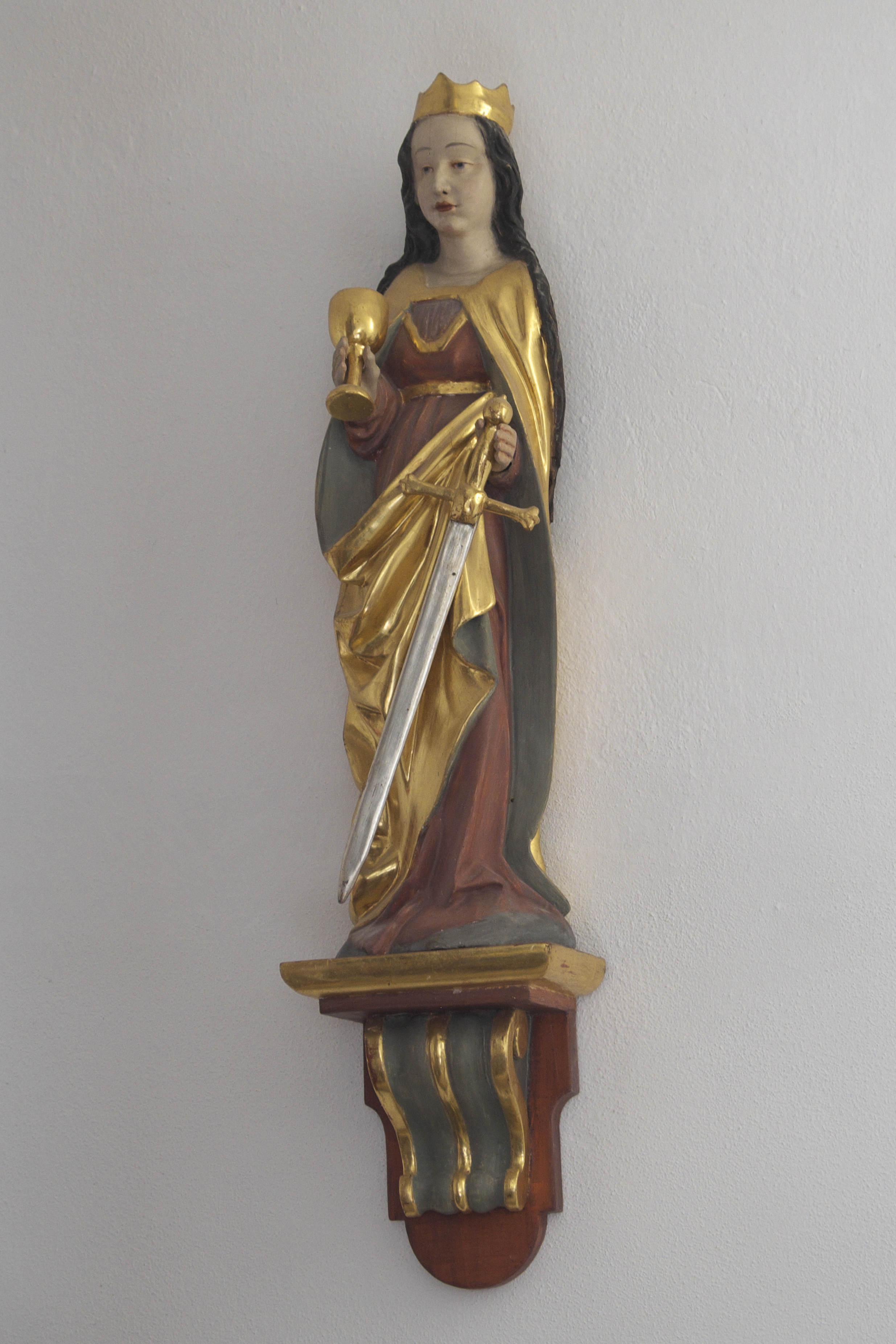
Heilige Barbara
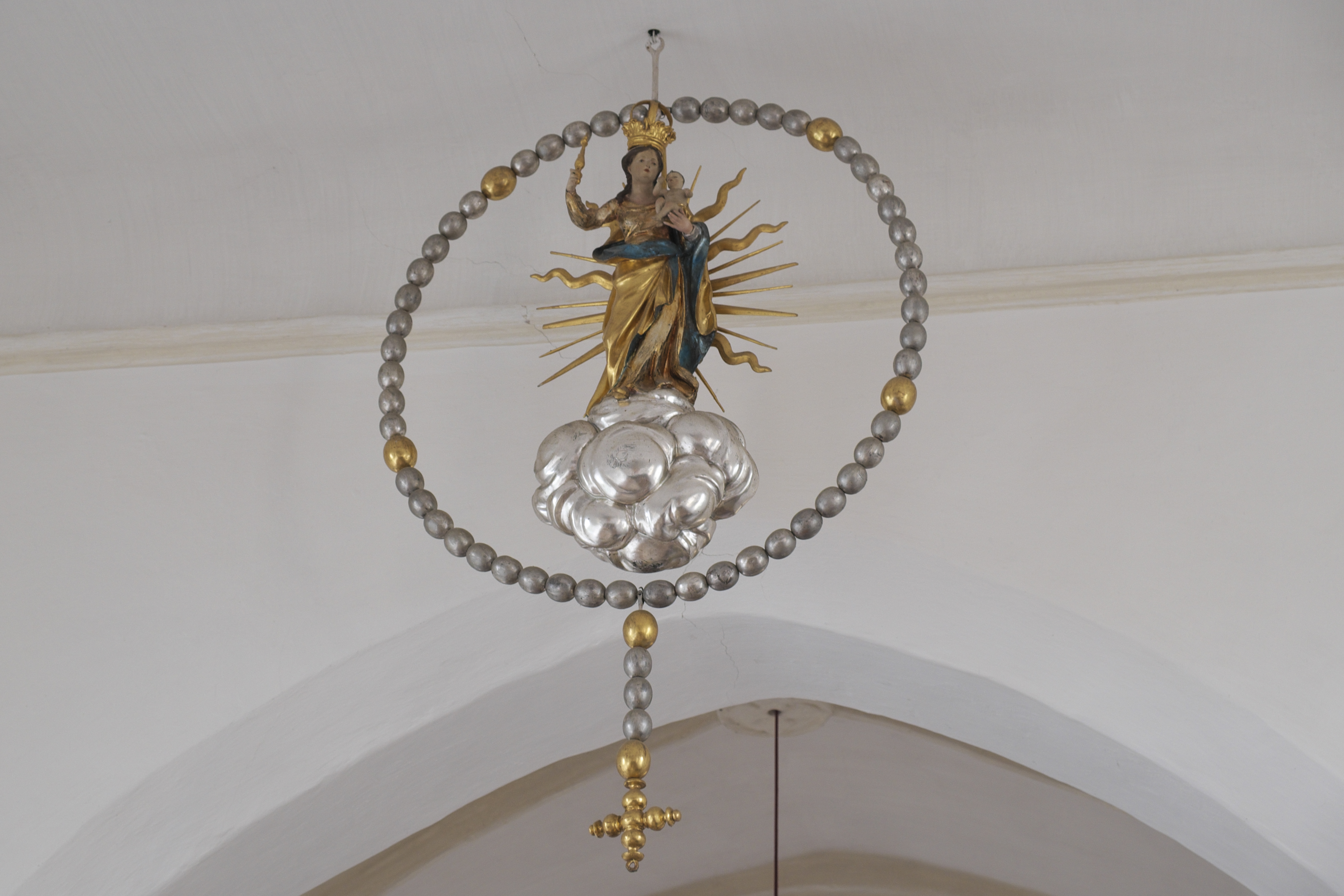
Rosenkranzmadonna